# 埃拉迪奥·埃雷拉
埃拉迪奥·埃雷拉（西班牙語：Eladio Herrera，1930年2月9日—2014年11月25日），阿根廷男子拳击运动员。他曾代表阿根廷参加1948年和1952年夏季奥林匹克运动会拳击比赛，其中1952年奥运会获得一枚铜牌。